# Уилсон, Дэвид Слоан
Дэвид Слоан Уилсон (англ. David Sloan Wilson; род. 1949[…], Норуолк) — американский биолог-эволюционист, наиболее известен концепцией группового отбора в эволюции. Доктор философии (1975). Заслуженный профессор (эмерит) биологических наук и антропологии SUNY Binghamton. Соучредитель Института эволюции (Evolution Institute) и ответвления оного некоммерческой организации Prosocial World.
Сын американского писателя Слоана Уилсона.

## Биография и творчество
Его отца называют «одним из самых известных романистов Америки», он был весьма знаменит в 1950-е годы, будучи автором романов, экранизированных в блокбастерах.
Дэвид Слоан занимался, среди прочего, «в волшебной школе-интернате в горах Адирондак» под названием North Country School. Учился в Университете Рочестера (1967—1971) и Мичиганском государственном университете (1971—1975). Упоминал, что не был хорошим студентом. Первоначально намеревался стать водным экологом. В последнем из упомянутых университетов ему удалось поступить на аспирантскую программу по зоологии. Пройдет также курс Организации тропических исследований (Organization for Tropical Studies) в Коста-Рике зимой 1973 года. Именно там повстречает Anne B. Clark, на которой женится в 1975.
Еще студентом бакалавриата в конце 60-х его впервые привлекает тематика группового отбора. Диссертацию напишет по классической экологической проблематике. К тому же времени, окончания аспирантуры, Уилсон вновь обращается к тематике группового отбора, собственное развитие им общей алгебраической модели которой, с подачи виднейшего гарвардского эволюциониста Эдварда О. Уилсона будет опубликовано в PNAS в 1975. Как вспоминает С. Уилсон: «Это создало головоломку для моего научного руководителя, водного эколога Дона Холла (Donald James Hall). Моя новая страсть, групповой отбор, была совершенно другой темой, чем моя диссертация. Дон был свободомыслящим человеком и рассуждал, что если моя статья была достаточно хороша для PNAS и E.O. Wilson, то она была достаточно хороша, чтобы претендовать на докторскую диссертацию в Мичиганском государственном университете. Поэтому у меня, вероятно, самая короткая докторская диссертация в истории эволюционной науки, размером в 11 страниц». Еще до своего последнего разворота к тематике группового отбора С. Уилсон успел получить грант Национального научного фонда (NSF), на проведение постдокторского исследования в Гарвардском университете по вопросу размера тела как нишевому различию, и работал с одним из самых известных экологов того времени Thomas W. Schoener. Супруга С. Уилсона являлась постдоком в Южной Африке, занимаясь изучением галаго, и вместе с ней он проводил тогда большую часть своего времени. Он сосредотачивается на развитии своей идеи, уже опубликованной в PNAS, результатом чего станет публикация его первой книги «Естественный отбор популяций и сообществ» (1980). Чему предшествовала также публикация им ряда статей, в частности по паразитологии и энтомологии. По возвращении из Африки преподавал в Калифорнийском университете в Дэвисе (1977—1980), а затем на Биологической станции Келлогга Мичиганского государственного университета (1980—1988), где исследовал жуков-могильщиков, чему посвящен цикл его публикаций в различных энтомологических и экологических журналах в период 1982-87 гг. Примерно в то же время получат признание его занятия орнитологией и ихтиологией. В 1988 вместе с супругой переходит из KBS в Университет Бингемтона, часть Государственного университета Нью-Йорка, где проведут остаток своей академической карьеры.
Проводил полевые исследования в Южной Африке. Публиковался в Biology & Philosophy. Испытал влияние философа Elliott Sober, вместе с которым написал ряд работ:26. В частности, первой их совместной работой стала «Возрождение суперорганизма» (1989), сосредоточенная на биологических приложениях теории группового отбора. Сотрудничал также с культурным антропологом и приматологом Christopher Boehm. Учились у него Ingrid Storm и Yasha Hartberg.
Есть дочь.

## Труды
- Дэвид Слоан Уилсон (1975): «A Theory of Group Selection». Proceedings of the National Academy of Sciences of the United States of America, Vol. 72, № 1 (Jan. 1975), pp. 143—146.
- Дэвид Слоан Уилсон (1983): «The Group Selection Controversy: History and Current Status». Annual Review of Ecology and Systematics, Vol. 14, pp. 159—187
- Дэвид Слоан Уилсон и Эллиот Собер (1994): «Re-introducing Group Selection to the Human Behavioral Sciences»
- Дэвид Слоан Уилсон и Ин Йошимура (1994): «On the Coexistence of Specialists and Generalists». American Naturalist, Vol. 144, № 4, pp. 692—707
- Дэвид Слоан Уилсон (1997): «Altruism and Organism: Disentangling the Themes of Multilevel Selection Theory». American Naturalist, Vol. 150, Supplement: Multilevel Selection, pp. S122-S134
- Эллиот Собер и Дэвид Слоан Уилсон (1999): «„Unto Others — The Evolution and Psychology of Unselfish Behavior“»; ISBN 0-6749-30479
- Дэвид Слоан Уилсон (2002): «Darwin’s Cathedral — Evolution, Religion, and the Nature of Society»; ISBN 0-2269-01351

Последнюю книгу указывал среди тех, с которых на рубеже 21-го века началось современное изучение религии с эволюционной точки зрения.
Автор небольших мемуаров A Life Informed by Evolution (2022).